# Eva Karlsson (politiker)
Eva Ottiliana Karlsson, född 1 december 1897 i Torna Hällestad, Hällestads församling, Malmöhus län, död 20 november 1964 folkbokförd i Helsingborgs Maria församling, Helsingborg, var en svensk folkskollärare och politiker (högerpartist). 
Karlsson var ledamot av riksdagens andra kammare från 1953, invald i Fyrstadskretsen. Hon omkom i flygolyckan i Ängelholm.